# Kia Besta
Le Kia Besta est un fourgon produit par Kia Motors de 1988 à 2005. C'est la version utilitaire du Kia Bongo. Il est vendu sous différents noms dont  Mazda Bongo, Mazda Bongo Brawny, Ford Spectron, Ford J-Series, Mazda E-Series, Ford Econovan, Mitsubishi Delica Cargo (SKE6/SKF6), Asia Topic, Kia K-Series I et Kia Bongo I. 
En 1995, il fut remplacé par le Kia Pregio.
Une seconde génération basée sur le Pregio est vendue à l'exportation.

## Première génération (1988-1997)

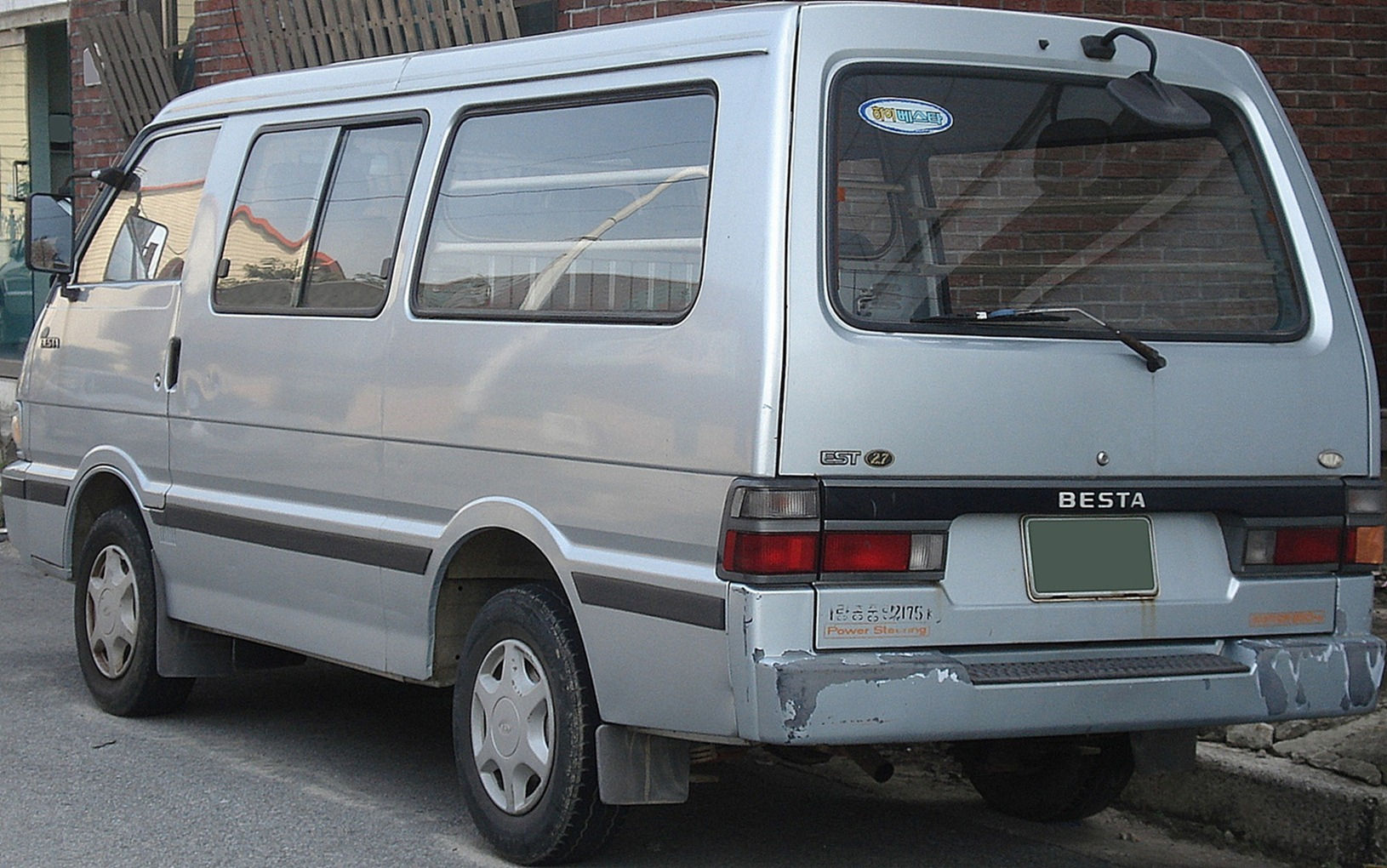
Kia Besta I